# Schiefer

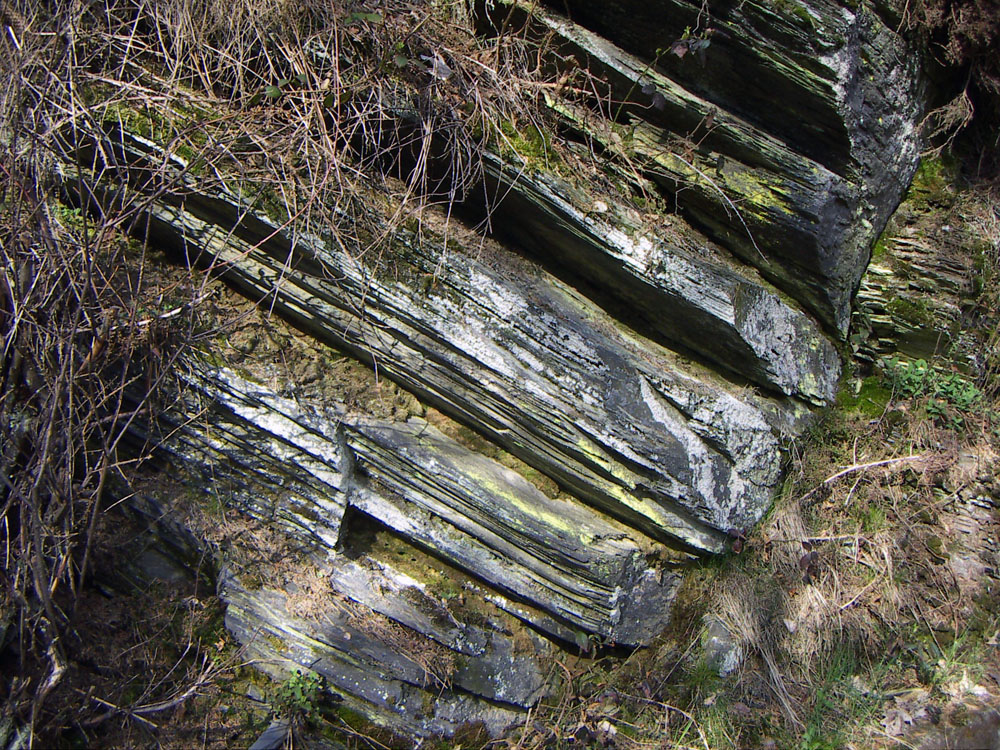
Anstehender unterdevonischer Tonschiefer in der nördlichen Eifel. Die Verwitterung macht die dünnschichtige Spaltbarkeit deutlich sichtbar.

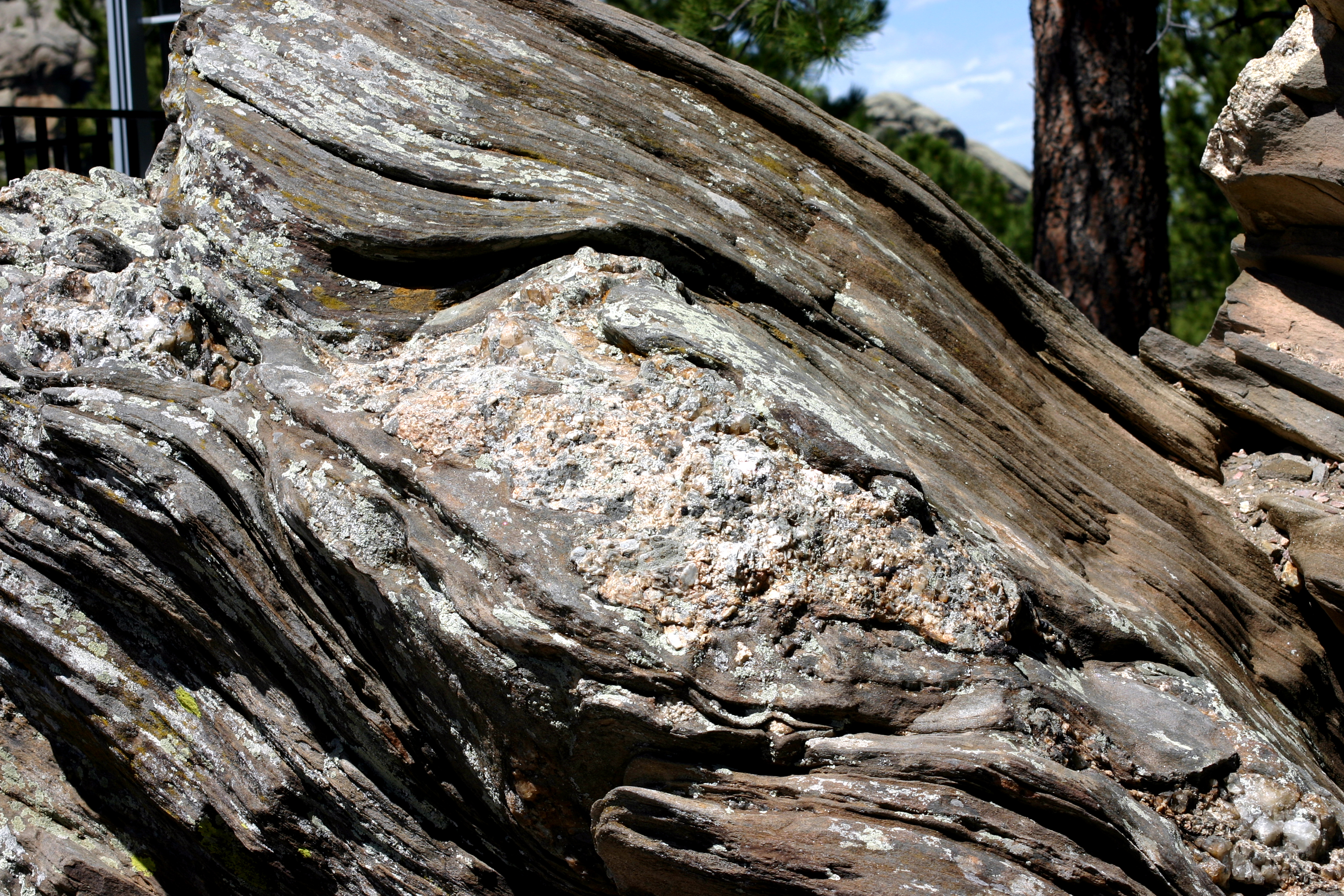
Anstehender proterozoischer Glimmerschiefer mit Sigmaklast aus Granit (Bildmitte), südliche Black Hills, South Dakota, USA.

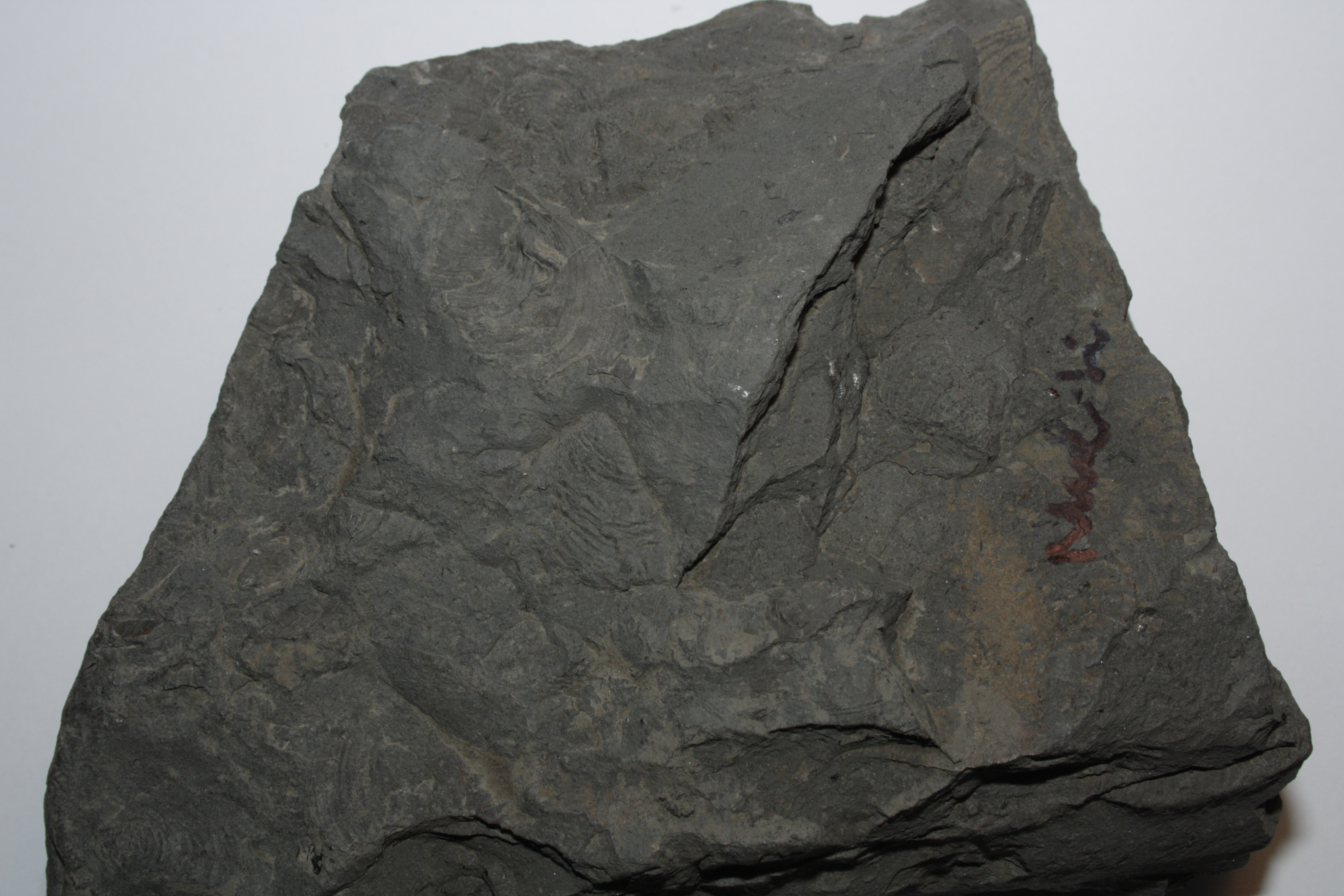
Blick auf Schichtflächen eines jurassischen Schwarztonsteins, des sogenannten Posidonienschiefers, mit Abdrücken fossiler Muscheln. Fundort Holzmaden (Breite des Handstücks etwa 11 cm).

Schiefer (ahd. scivaro; mhd. schiver(e) „Steinsplitter“, „Holzsplitter“; mnd. schiver „Schiefer“, „Schindel“) ist ein Sammelbegriff für unterschiedliche Gesteine, die sich durch Spaltbarkeit entlang engständiger paralleler Flächen auszeichnen, wodurch das Gestein in relativ (mehrere Millimeter) dünne Platten spaltbar ist.
In der modernen Petrographie wird die Bezeichnung Schiefer nur noch für metamorphe oder zumindest tektonisch deformierte (gefaltete) Gesteine verwendet, wobei die entsprechenden Spaltflächen als Schieferungsflächen bezeichnet werden. Die Ausgangsgesteine sind zumeist feinkörnige Sediment- oder Vulkangesteine.
Die traditionelle Bezeichnung einiger undeformierter, meist feinkörniger Sedimentgesteine mit auffälliger Spaltbarkeit als „Schiefer“ hat sich jedoch bis heute in der wissenschaftlichen Literatur gehalten, meist in Form lithostratigraphischer Namen, wie Posidonienschiefer oder Kupferschiefer. Diese Gesteine spalten allerdings entlang ihrer primären Schichtflächen. Von dieser umfassenderen traditionellen Bezeichnung leiten sich auch die Begriffe Ölschiefer oder Schiefergas ab, die im streng petrographischen Sinne für einen kohlenstoffreichen Tonstein bzw. das noch in seinem Muttergestein (vorwiegend ein solcher kohlenstoffreicher Tonstein) eingeschlossene Erdgas stehen.

## Schieferarten

### Undeformierte Schiefer
Tektonisch unbeanspruchte, sehr feinkörnige Sedimentgesteine (englisch shale) mit hohen Anteilen an Tonmineralen erhielten bis weit ins 20. Jahrhundert die Bezeichnung Schiefer, wenn sie in dünne Platten aufspalten. Petrographisch korrekt werden sie inzwischen, je nach genauer Zusammensetzung, als Tonstein (allenfalls Schieferton), Siltstein oder Mergel bezeichnet. Auch die an organischem Material reichen Ölschiefer sind eigentlich keine Schiefer im petrographischen Sinn. Dennoch wird diese Bezeichnung auch heute noch oft verwendet.
Die traditionellen Gesteinsnamen vieler dieser falschen Schiefer haben sich in Form lithostratigraphischer Bezeichnungen bis heute in der geologischen Literatur gehalten. Hierzu gehören beispielsweise die Fischschiefer im Unteroligozän des Molassebeckens und im Aptium Nordwestdeutschlands, der Posidonienschiefer im Toarcium Süddeutschlands sowie der Kupferschiefer der im Untergrund Mitteleuropas weitverbreiteten Zechstein-Serie (Oberperm).

### Schiefer im modernen petrographischen Sinn

#### Tonschiefer
Tonschiefer (engl. slate) sind Gesteine aus dem Übergangsbereich von der Diagenese zur Metamorphose. Es sind dichte, feinklastische Gesteine mit schwarzer, schwärzlich grauer, bläulich grauer, auch grünlicher, gelblicher, roter und violetter Farbe, mit einer engständigen Schieferung, durch die das Gestein im Millimeterbereich spaltbar ist.
Sie entstehen aus Tonstein unter gerichtetem Druck und erhöhten Temperaturen und können sowohl den Sedimentiten als auch den Metamorphiten zugerechnet werden. Dabei zeigt das Gestein aber noch keine der typischen, durch Metamorphose gebildeten Minerale. Bei der Gebirgsbildung werden die Tonsteinschichten im Zuge einer Stauchung der Erdkruste gefaltet. Während dieser tektonischen Vorgänge kommt es zunächst zur Drucklösung von Tonmineralkörnern in der parallel zur Stauchrichtung liegenden Ebene. Mehr oder weniger simultan kristallisieren neue Tonminerale in der senkrecht zur Stauchrichtung liegenden Ebene. Dadurch erhält der ursprüngliche Tonstein sein schiefriges Gefüge.

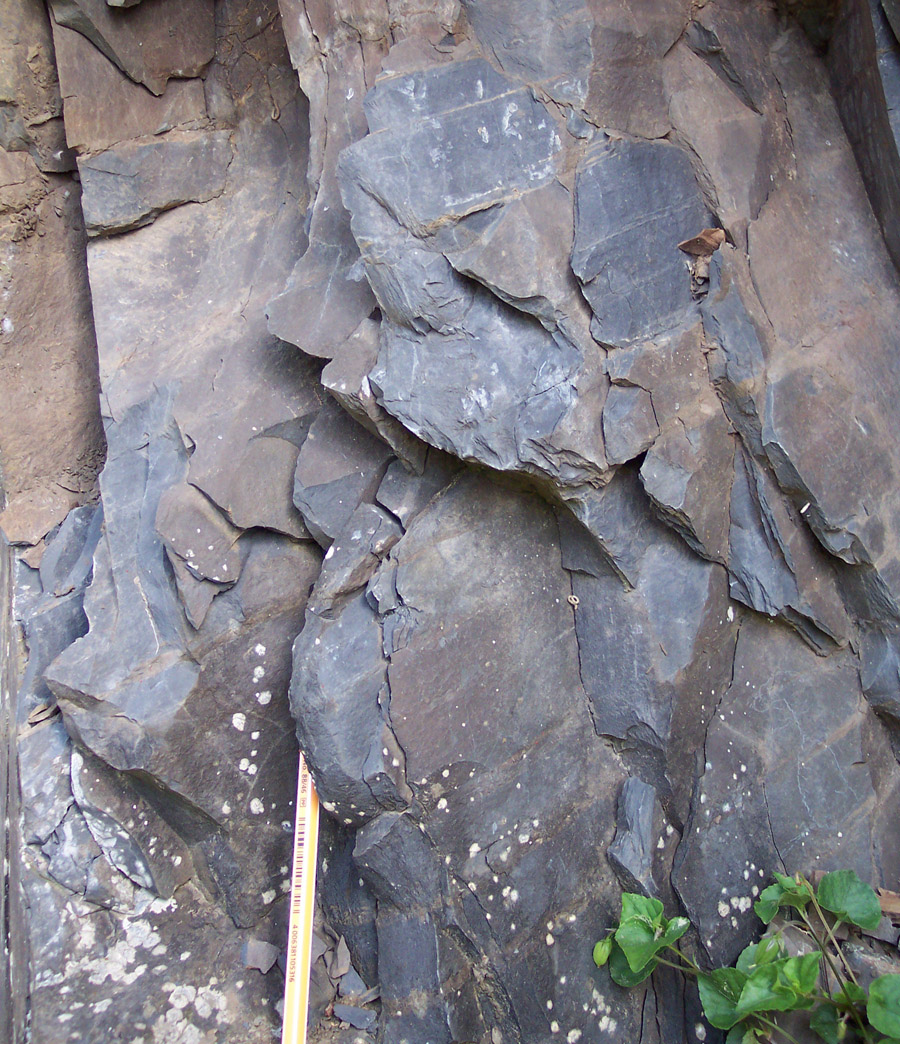
Anstehender unterkarbonischer Bänderschiefer im Oberharz

Erfolgt die Schieferung mehr oder weniger quer zur ursprünglichen Schichtung, kann die ursprüngliche Schichtung auf den Schieferungsflächen als Streifung erkennbar sein. Solche Tonschiefer werden auch als Bänderschiefer bezeichnet.
Die Dichte schwankt um 2,8 g/cm³. Die Zusammensetzung kann erst durch die Röntgenbeugung bestimmt werden, da der Durchmesser der einzelnen Mineralkörner deutlich unter 20 μm liegt. Das Gestein besteht aus größeren oder geringeren Mengen von klastischem Material, das neben den eigentlichen Tonmineralen auch Quarz- und Feldspatkörner sowie detritische Glimmer- und Chloritblättchen enthält. Daneben kann ein Tonschiefer in kleinsten Mengen Schwerminerale wie dunkle nadelförmige Rutilkriställchen oder kleine Pyritwürfel enthalten. In den feinkörnigen Gesteinen sind oft Fossilien zu finden, die aber oft durch die Deformation verzerrt oder zerstört wurden. Davon nicht betroffen sind Mikrofossilien, die zur Datierung der Gesteine herangezogen werden können.
Die Zugehörigkeit zur Gruppe der Sedimentite oder Metamorphite wird ebenfalls mithilfe der Röntgenbeugung bestimmt. Hierbei wird speziell das in geologischen Zeiträumen temperaturempfindliche Verhalten des Tonminerals Illit benutzt, dessen 10Å-Reflex bei zunehmender Metamorphose ausgeprägter ist.

#### Kristalline Schiefer
Geologisch sind diese Schiefer (engl. schist) metamorphe Gesteine (z. B. Grünschiefer, Glimmerschiefer, Glaukophanschiefer), bei denen sich unter relativ hohen Temperaturen und vor allem hohem Druck aus Tonmineralen neue Schichtsilikate wie Muskovit, Biotit und Chlorit gebildet haben. Die Mineralkörner wuchsen dabei in der senkrecht zum wirkenden Druck orientierten Ebene. Daher sind sie allesamt parallel zueinander ausgerichtet, wodurch das Gestein so gut spaltbar ist. Die Bildung des typischen Aufbaus kristalliner Schiefer nennt man Kristalloblastese.
Bestimmte Minerale wie Glaukophan oder die Minerale der Granat- und Amphibolgruppe lassen Rückschlüsse auf die Druck-Temperatur-Bedingungen der Metamorphose zu. Die senkrecht zur Druckrichtung der Metamorphose ausgerichtete Schieferungsebene hat nichts mit der ursprünglichen sedimentären Schichtung zu tun. Schieferungs- und Schichtungsebene können in beliebigem Winkel zueinander stehen.

## Tonschiefer als Werkstein (Dach- und Fassadenschiefer)

### Überblick

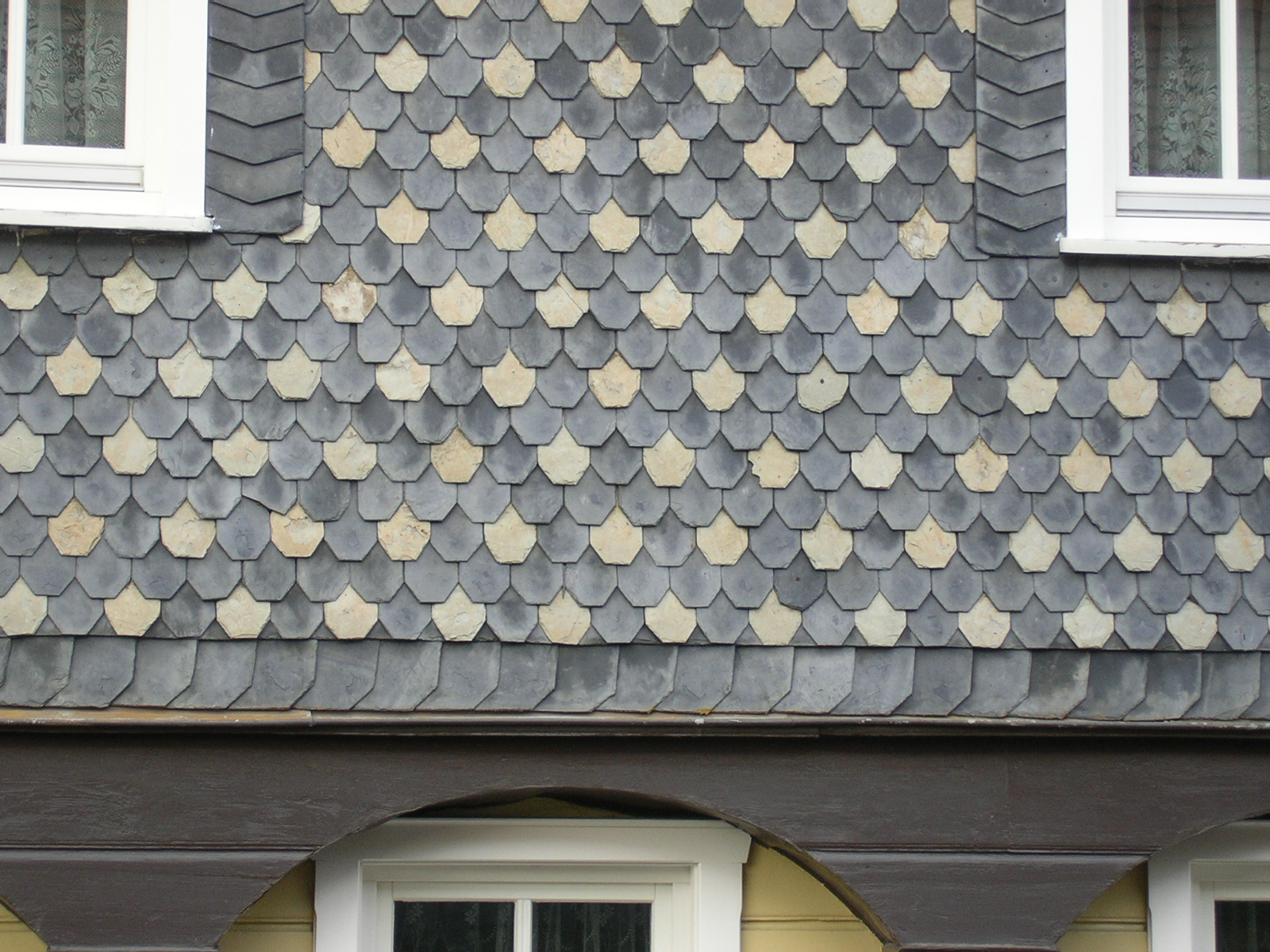
Schwarzer und weißer Schiefer an einem Umgebindehaus in Obercunnersdorf

Mit dunklem Tonschiefer werden traditionell Dächer gedeckt sowie Giebel und Fassaden verkleidet.
Hausdächer waren gemäß Anordnungen zur Brandverhütung des 18. Jahrhunderts im Kurfürstentum Trier und weiterer Kurfürstentümer des Heiligen Römischen Reiches mit Schiefer oder Ziegeln zu decken. An der Mosel, im Hunsrück und in der Eifel war und ist mittlerweile auch wieder der Hausbau mit behauenen, kompakten Bruchsteinen aus Schiefer üblich.
Vom Mittelalter bis zur Mitte des 20. Jahrhunderts wurden aus Tonschiefer Schiefertafeln und Griffel hergestellt. Bis zur Einführung großindustrieller Papierherstellung und dem damit einhergehenden Preisverfall des Schreibpapiers waren Schiefertafeln und Griffel ein weit verbreitetes Schreibmaterial für den alltäglichen Gebrauch, das im Gewerbe, in privaten Haushalten, insbesondere aber in dem seit dem 17. Jahrhundert zunehmenden elementaren Schulbildungsbereich unverzichtbar war. Vom ausgehenden 19. Jahrhundert bis zur Einstellung der industriellen Griffelschieferproduktion in den 1960er-Jahren hatte die thüringische Stadt Steinach das Weltmonopol.

### Abbautechnik

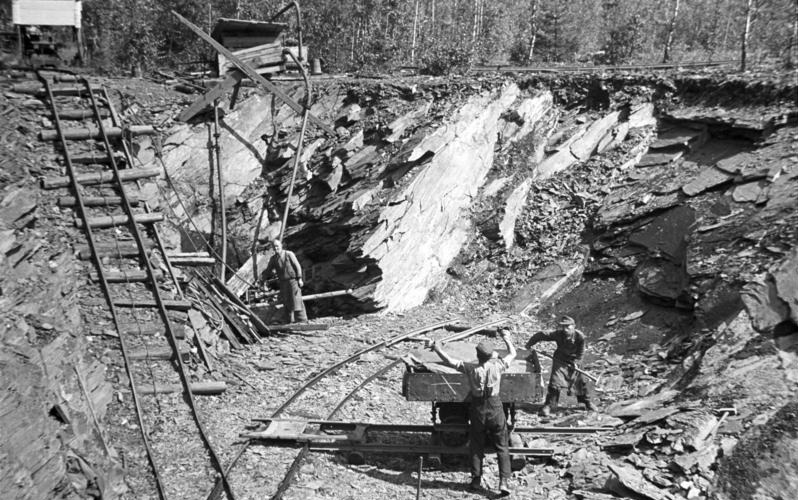
Schieferbruch im thüringischen Lehesten (1948)

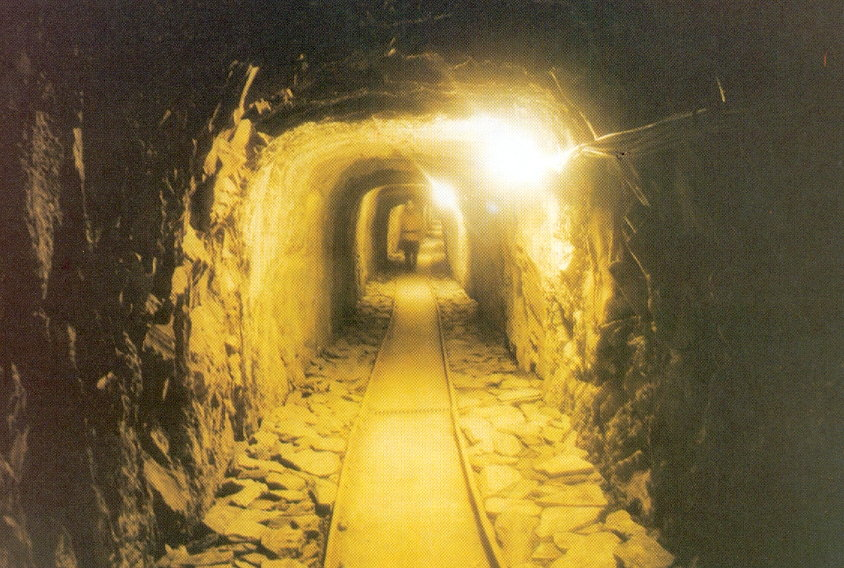
Historisches Dachschieferbergwerk Grube Hoffnung im Hunsrück

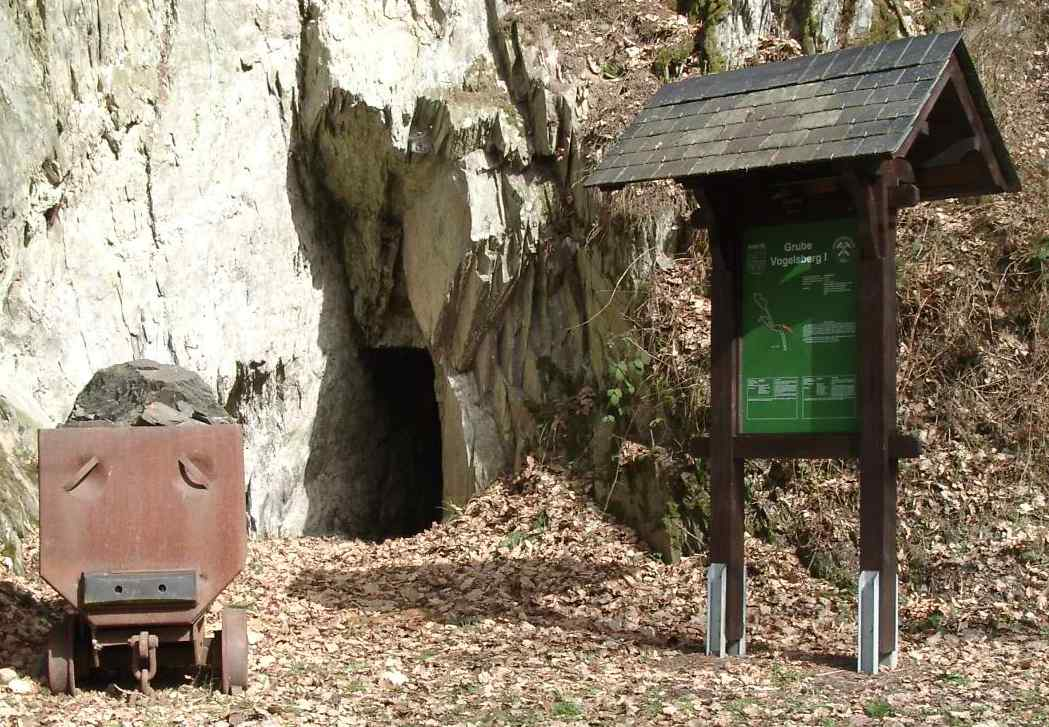
Eingang zu einem alten Schieferbergwerksstollen, Grube Vogelsberg 1 im Hunsrück.

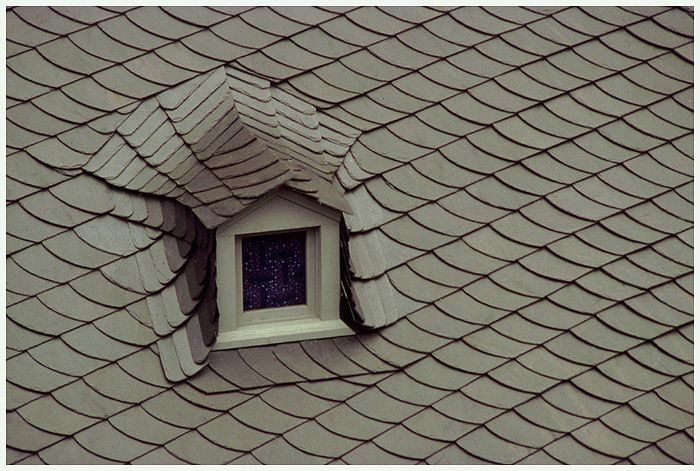
Schieferdach

Der Abbau im 21. Jahrhundert wird bestimmt durch den Einsatz moderner Geräte und Maschinen. Die vollmechanisierte, sägende Gewinnung erleichtert nicht nur die Arbeit der Bergleute, sondern trägt auch zu einem sorgsamen Umgang mit dem wertvollen Gestein bei.
Der abbauwürdige Schiefer wird mit einer Diamantsäge entlang der geologischen Gegebenheiten in Raster gesägt. Block für Block wird der Schiefer dann aus dem Berg gelöst. Radlader sorgen für das Verladen unter Tage. Auf Loren gelangt der Schiefer dann mit der Bergwerksbahn zum Förderschacht und von dort über Tage in die Fertigungshallen. Hier werden die Schieferblöcke gesägt, gespalten und zugerichtet.
In der Übertagefertigung übernimmt zunächst eine Diamantsäge die erste Bearbeitung. Sie sorgt dafür, dass die unterschiedlich großen Blöcke weitgehend „verschnittfrei“ zur Fertigung der Decksteine genutzt werden können.
Bei aller Mechanisierung werden die formgebenden Bearbeitungsgänge, das Spalten und Zurichten, noch immer in Handarbeit ausgeführt. Dabei werden die Blöcke in Platten von etwa 5 Millimeter Stärke geteilt.
In der saarländischen Dachschiefergrube Wadrill, die bis 1953 betrieben wurde, mussten die Schieferblöcke durch die steile bis senkrechte Lagerung (60°–90°) im Firstenstoßbau gewonnen werden. In den Abbaukammern wurden die Schieferblöcke von unten nach oben durch Einkerbungen abgekeilt oder durch einen sanften, schiebenden Gewinnungsschuss mit Schwarzpulver herausgelöst. Förderbare Blöcke entstanden noch untertage durch die Spaltung parallel zur Schieferung (Reißen) bzw. Spaltung senkrecht zur Schieferung (Köpfen).

### Schiefer aus Deutschland
Im Interesse eines geordneten, für Dachdecker, Architekten, Händler und Bauherren gleichermaßen transparenten Wettbewerbs wurden die Schiefer-Gewinnungsstätten mit einigermaßen vergleichbaren Eigenschaften aus einer Region unter einer Bezeichnung zusammengefasst.
Wie bei den bekannten Weinberglagen wurde damit die Herkunftsbezeichnung zugleich zu einer Eigenschafts- und Qualitätsangabe. Die Bezeichnungen und Zuordnungen der Gruben wurden nach langen Verhandlungen zwischen dem Reichsdachdeckerhandwerk und der deutschen Schieferindustrie Anfang der 1920er Jahre festgelegt. Das Ergebnis wurde im amtlichen Teil der Zeitschrift „Das Deutsche Dachdeckerhandwerk“ vom 7. August 1932 veröffentlicht. Die Festlegungen wurden 1953 und 1967 erneut bestätigt und werden von den Schieferbetrieben bis heute verwendet: Moselschiefer, Thüringer Schiefer, Hunsrücker Schiefer und Sauerländer Schiefer.
Demnach darf sich lediglich der Schiefer aus den Gemarkungen Mayen, Polch, Müllenbach, Trier und Umgebung Moselschiefer nennen. Heutzutage führen nur noch die Bergwerke Katzenberg und Margareta in Mayen die Bezeichnung Moselschiefer. Der Name stammt vom historischen Transportweg dieses Schiefers über die Mosel an den Niederrhein und in die Benelux-Länder. Für die Gemarkungen Altlay, Bundenbach, Kirn, Gemünden und Herrstein sowie deren Umgebung gilt die Bezeichnung Hunsrücker Schiefer. Die Gewinnungsstätten in Fredeburg, Brilon, Nuttlar usw. fallen unter den Oberbegriff Schiefer aus Westfalen und Waldeck, werden jedoch auch einfach Sauerländer Schiefer genannt, obwohl, wie in anderen Regionen, innerhalb dieser Bezeichnung deutliche Eigenschaftsunterschiede bestehen können.

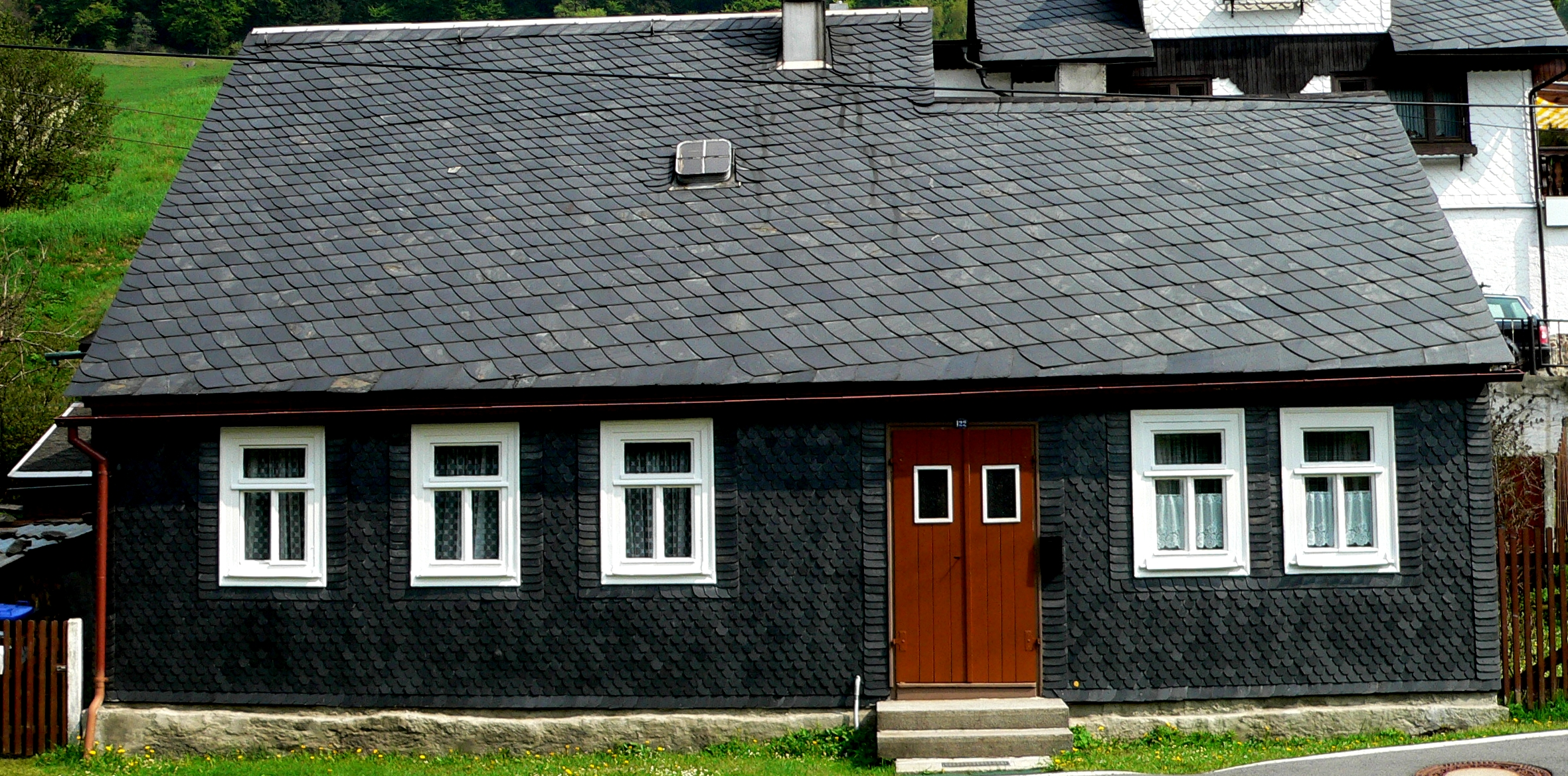
Schieferverkleidetes Häuschen im Thüringischen Schiefergebirge
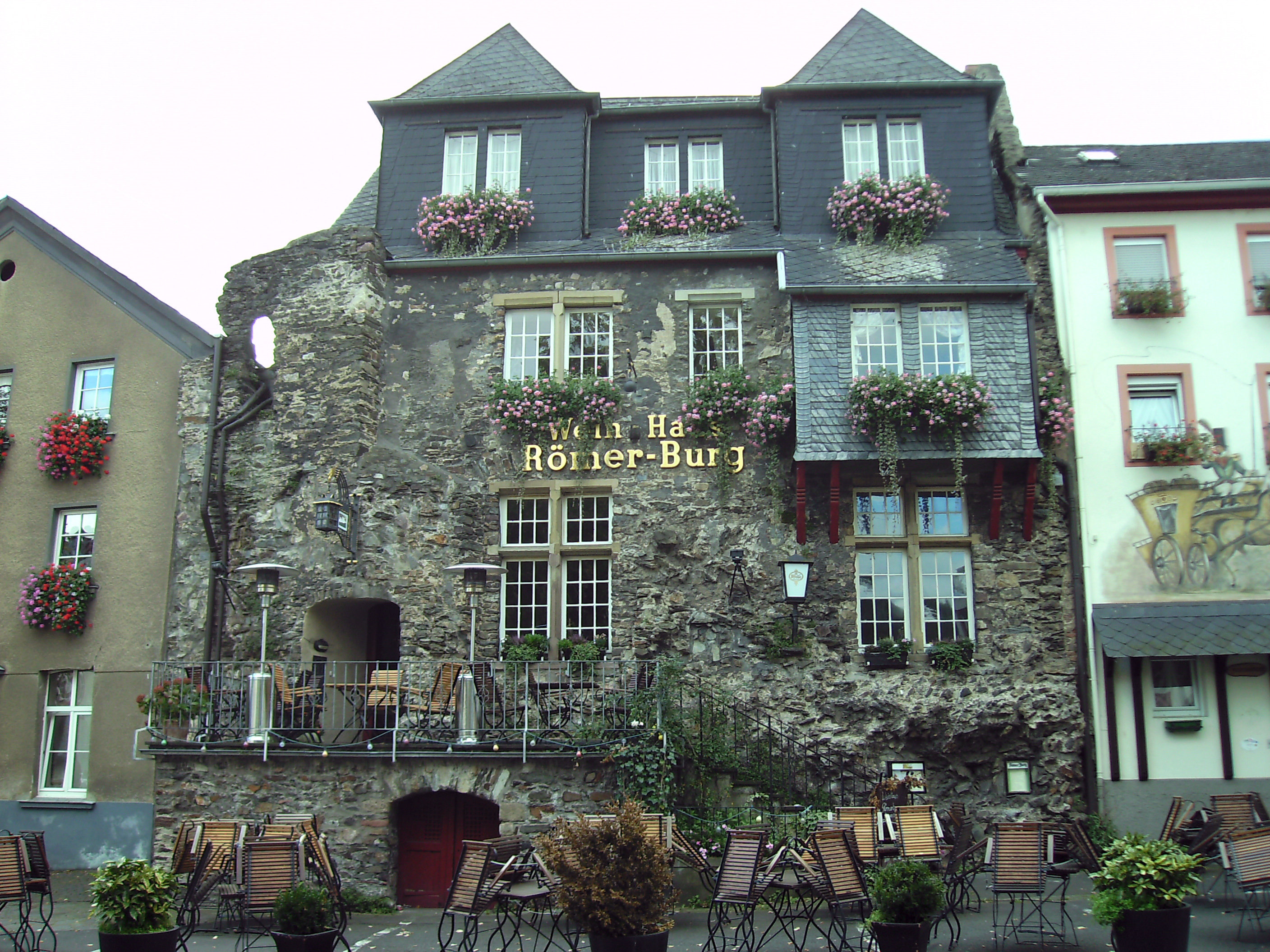
Boppard am Rhein: älteres Haus (Naturschiefer)
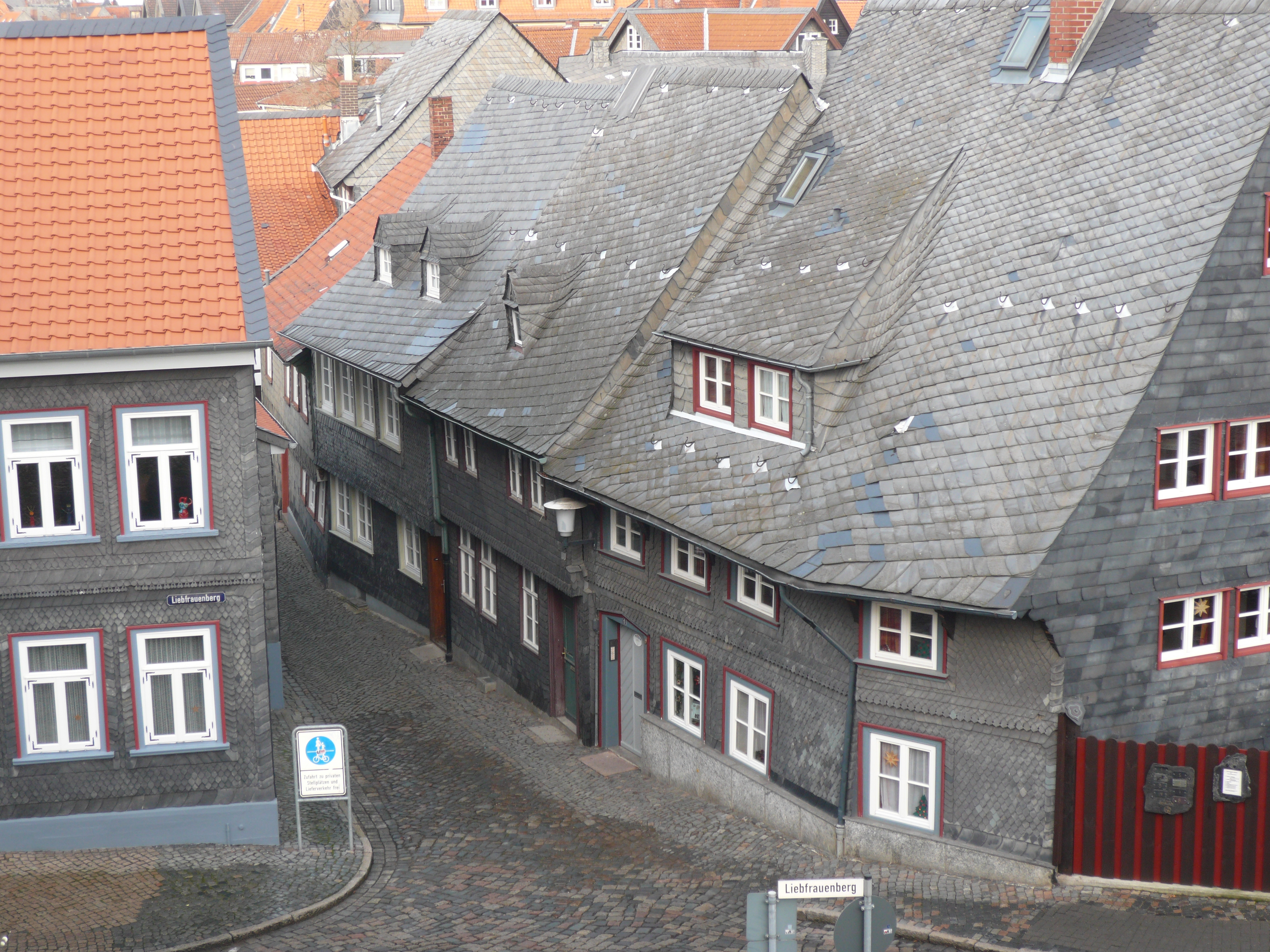
Schiefergedeckte Häuser in Goslar
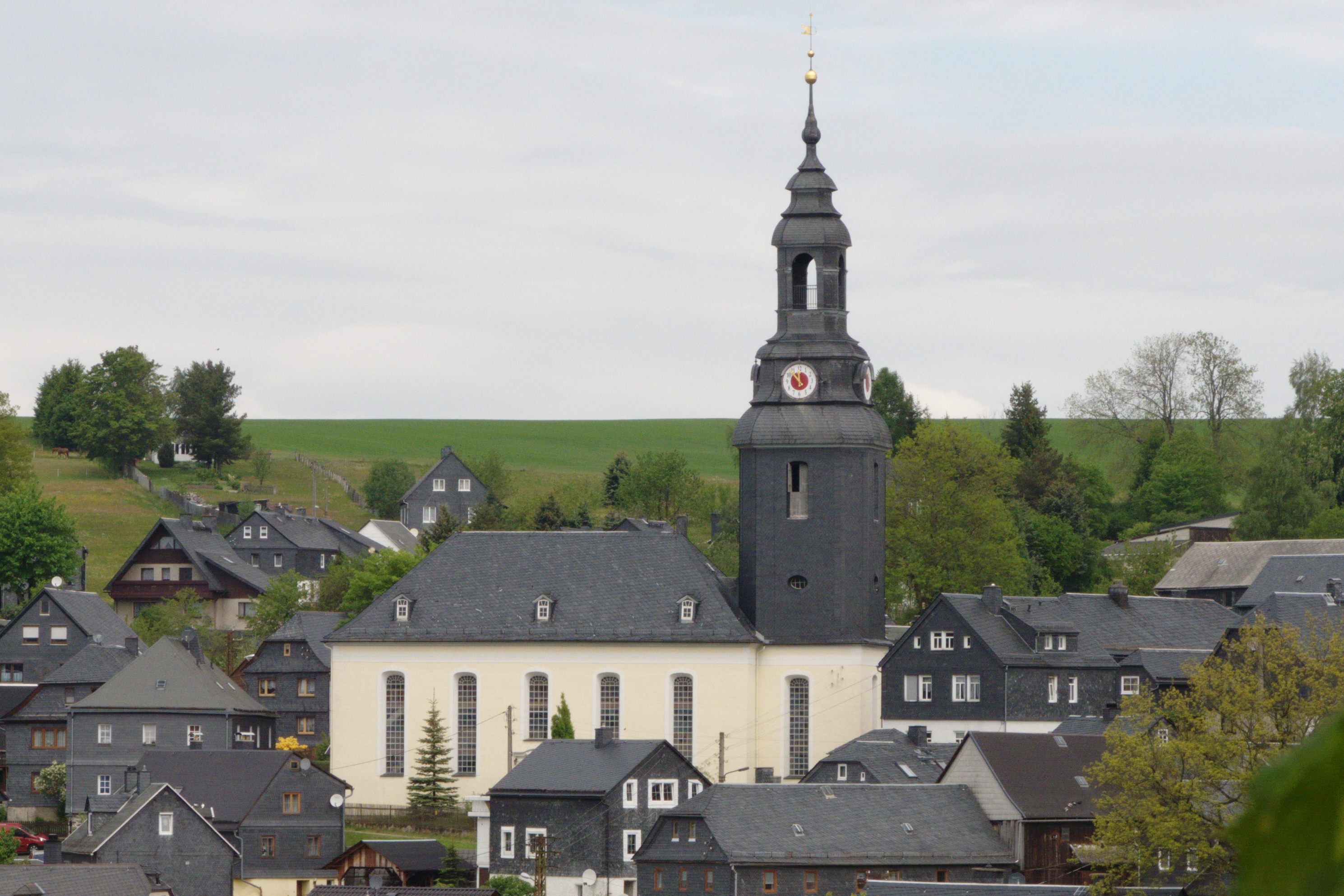
Kirche und Häuser in Wurzbach mit Schiefer gedeckt und verkleidet
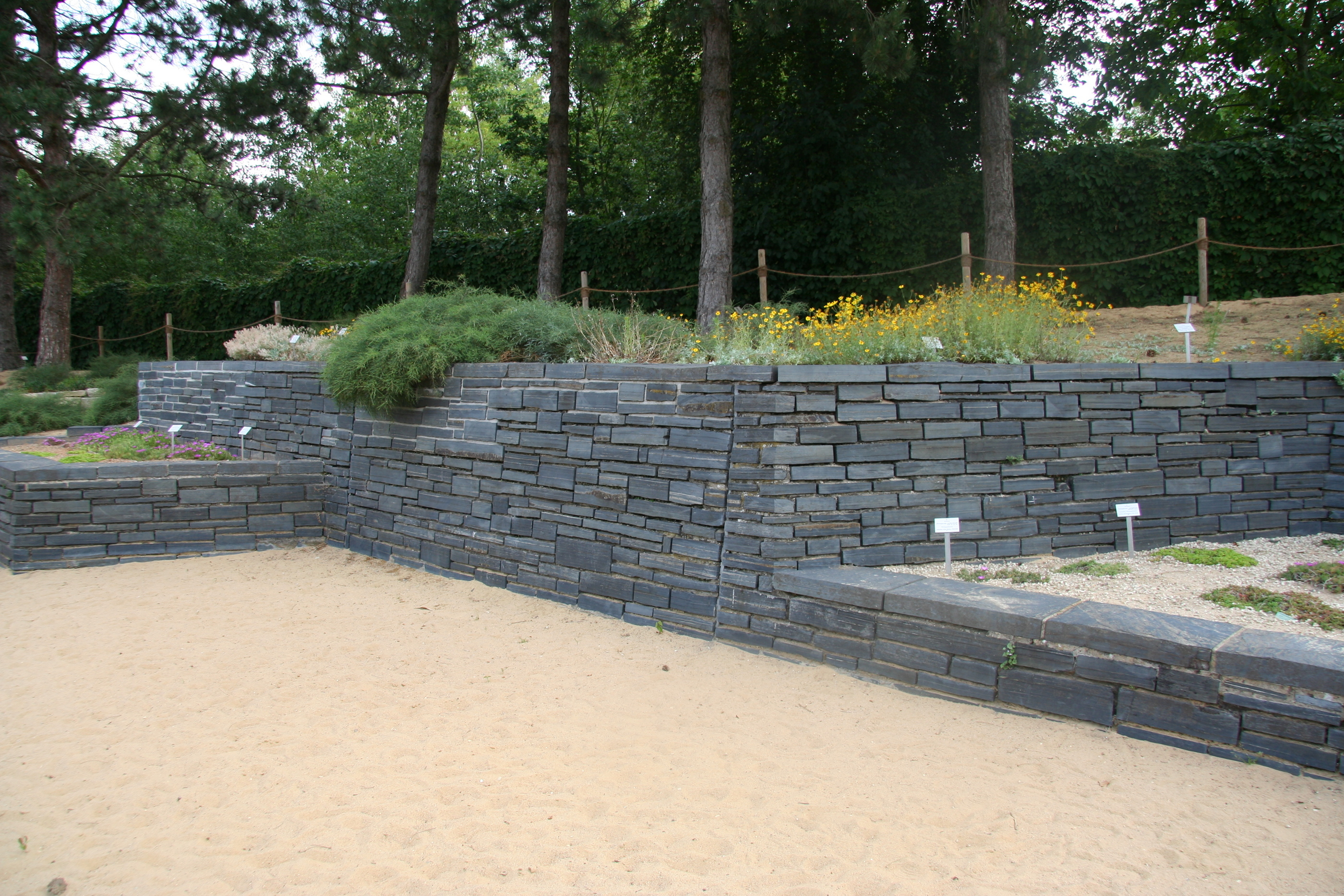
Stützmauern aus Schiefer im Botanischen Garten Hamburg

In Produktion befinden sich heute noch:
- im Hochsauerland in der Gegend um Bad Fredeburg ein Verbundbergwerk mit den Gruben Bierkeller, Gomer, Magog mit einer 150-jährigen Tradition,
- im Hunsrück das Schieferbergwerk Altlay (mit einer Untertagegewinnung in einer Tiefe von etwa 120 Metern unter jahrhundertealten Abbauen). Für das Jahr 2020 wurde vom Betreiber der Grube Altlay der Beginn des Schieferabbaus im Tagebau in „neue[n], unberührte[n] Schieferlager[n]“ angekündigt.[9]
- in Bayern (bei der Gemeinde Geroldsgrün) (nach einem 500 Meter langen Förderstollen) der Lotharheiler Schiefer,
- in Thüringen ein Bergwerk in Unterloquitz und zwei Tagebaue - bei Schmiedebach und bei Tschirma.

Der Moselschiefer-Bergbau um Mayen war mit über der Hälfte der bundesdeutschen Produktion traditionell der leistungsstärkste deutsche Standort. Das größte bekannte Dachschiefervorkommen befindet sich jedoch in der Gegend um Bad Fredeburg.
Vom Mittelalter bis teilweise in die zweite Hälfte des 20. Jahrhunderts wurden im Harz, insbesondere südlich von Goslar, die sogenannten Wissenbacher Schiefer in Bergwerken und Steinbrüchen als Dachschiefer abgebaut, unter anderem in der Grube Glockenberg. In Kaub am Mittelrhein wurde über Jahrhunderte bis 1972 Dachschiefer von höchster Qualität gewonnen. Heute noch zeugen die Tagesanlagen der Grube Wilhelm-Erbstollen von der einstigen Bedeutung des Schieferbergbaus für die gesamte Region.
Im Jahr 2024 wurde der Deutsche Dachschiefer in die Stone-Heritage-Liste der International Union of Geological Sciences (IUGS) aufgenommen. Die internationale Organisation würdigt damit die herausragende kulturelle und regionalgeschichtliche Bedeutung der Dachschiefergewinnung. Nicht nur die historischen – und die noch aktiven Vorkommen in Nordrhein-Westfalen, Rheinland-Pfalz und Bayern, sondern auch die handwerklich besonderen Deutschen Deckarten mit schuppenförmigen Schiefern waren die Gründe.

### Andere Abbauländer

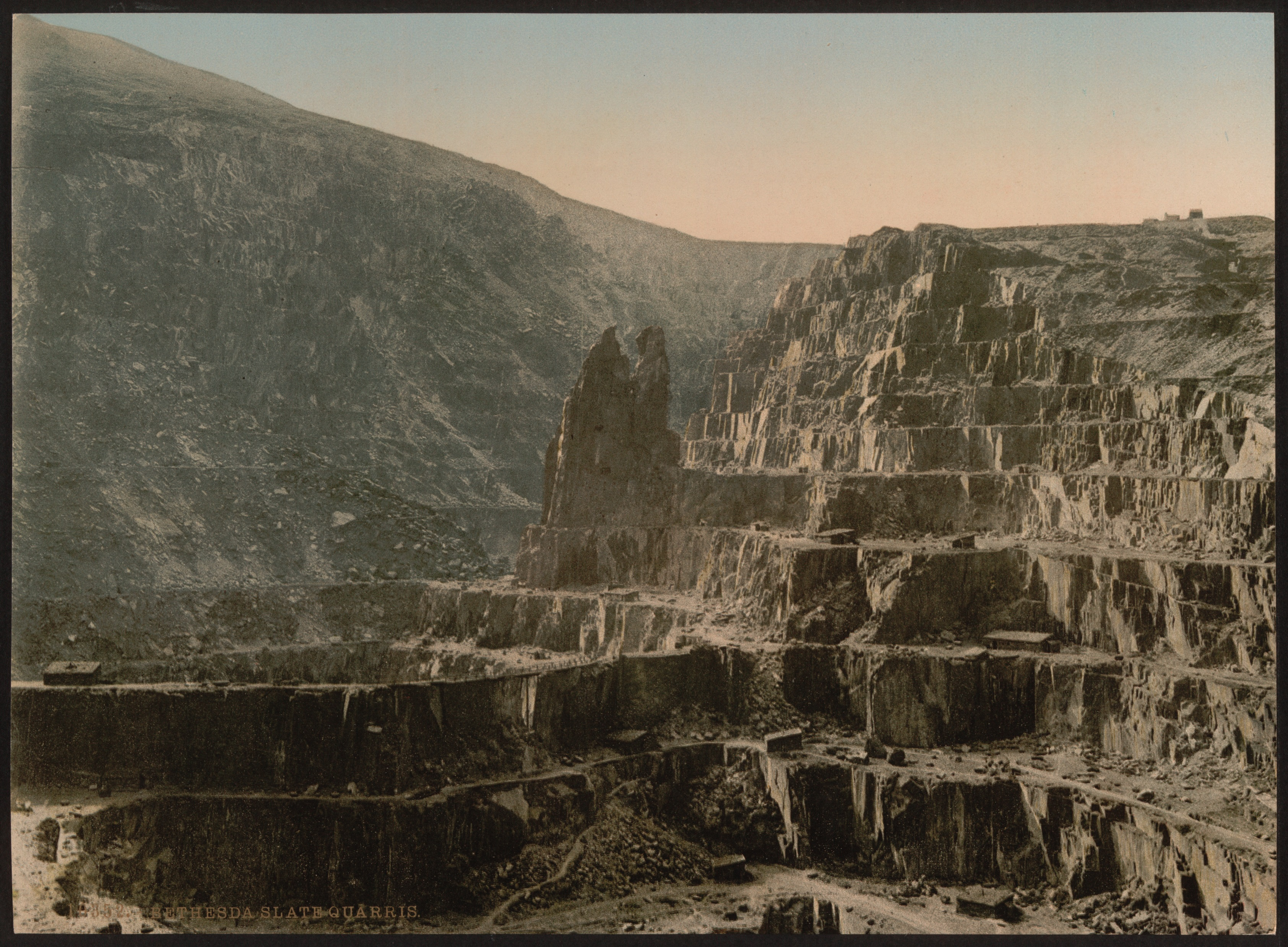
Penrhyn-Steinbruch bei Bethesda, Wales, um 1890

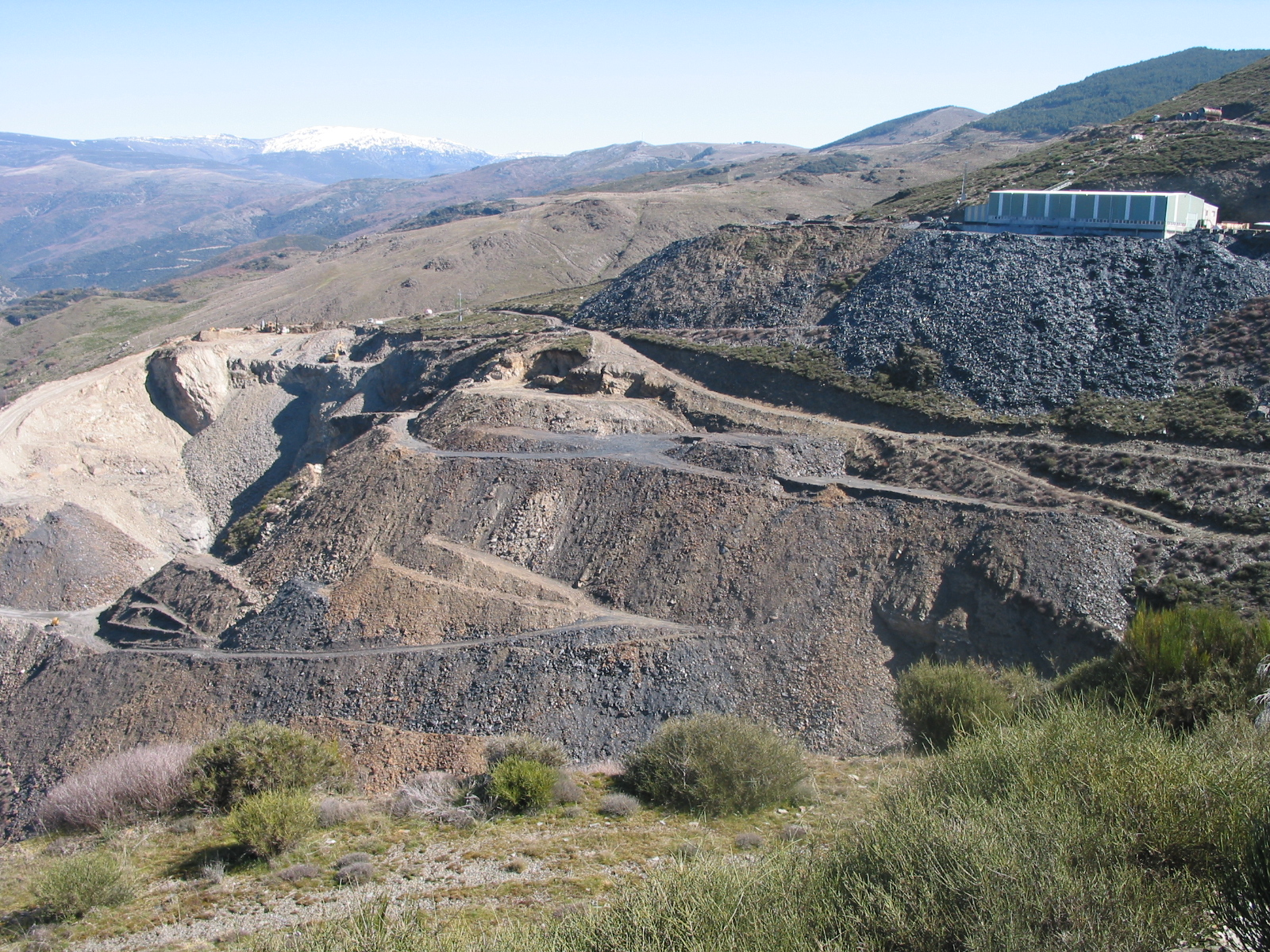
Schieferabbau in Spanien

Schiefer gibt es in vielen Ländern der Erde: auch außerhalb Europas in Nordamerika, in Südamerika, Südafrika, Japan, China, Russland (Sibirien) und Indien. In Europa kommen Schiefer-Lagerstätten vor in Slowenien, Kroatien, Griechenland, Italien, Tschechien, Polen, Ungarn, Norwegen, Schweden, Schweiz, Portugal, Spanien, Frankreich, Belgien, Luxemburg, Großbritannien und in Irland.
Mengenmäßig bedeutende Produktionen finden sich – dieser Reihenfolge nach – in Spanien, Frankreich, Großbritannien, Deutschland und Portugal. Das größte Verbraucherland ist aber mit weitem Abstand Frankreich. Dieses traditionelle Schiefer-Land verfügt über eine ehemals bedeutende nationale Produktion (Ardoisières d’Angers), ist aber auch gleichzeitig der größte Abnehmer spanischen Schiefers. Traditionelle Schiefer-Länder im Sinne der Verwendung sind aber auch Deutschland, Benelux und Großbritannien.

## Museen (Auswahl)

### Deutschland
Schiefermuseen gibt es unter anderem:
- Eifel: Deutsches Schieferbergwerk. Es befindet sich in 16 Metern Tiefe unter der Genovevaburg in der Stadt Mayen
- Wittgensteiner Land: Schieferschaubergwerk Bad Berleburg-Raumland Schieferschaubergwerk Raumland[14]
- Hochsauerland:
  - Schieferbergbau- und Heimatmuseum Holthausen
  - Schieferbergbaumuseum Nuttlar[15]
- Thüringer Schiefergebirge: Thüringisch-Fränkische Schieferstraße: An dieser etwa 100 km langen Themenstraße liegen[16]
  - Schiefermuseum Ludwigsstadt[17]
  - Deutsches Schiefermuseum, Steinach
  - Schieferpark Lehesten, Lehesten
  - Schieferdorfmuseum Schmiedebach
  - Schieferwerk Lotharheil, Geroldsgrün
  - Schaubergwerk Morassina, Schmiedefeld
- Besucherbergwerk Fell, Hunsrück
- Museum für Dachschieferbergbau, Kaub

### Ausland
- Walisisches Schiefermuseum (zur Schieferindustrie in Wales)
- Musée de l’Ardoise in 49800 Trélazé (Département Maine-et-Loire, Region Pays de la Loire)[18]
- Musée de l’Ardoise in Haut-Martelange / Schiefermuseum Uewermaarteleng L-8823, Luxemburg[19]
- Belgien: 6880 Bertrix[20]

Allgemeine  Verwendung von Schiefer

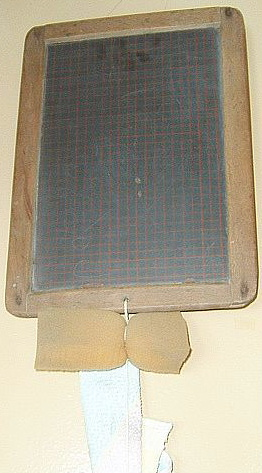
Schiefertafel mit Schwamm und Putzlappen
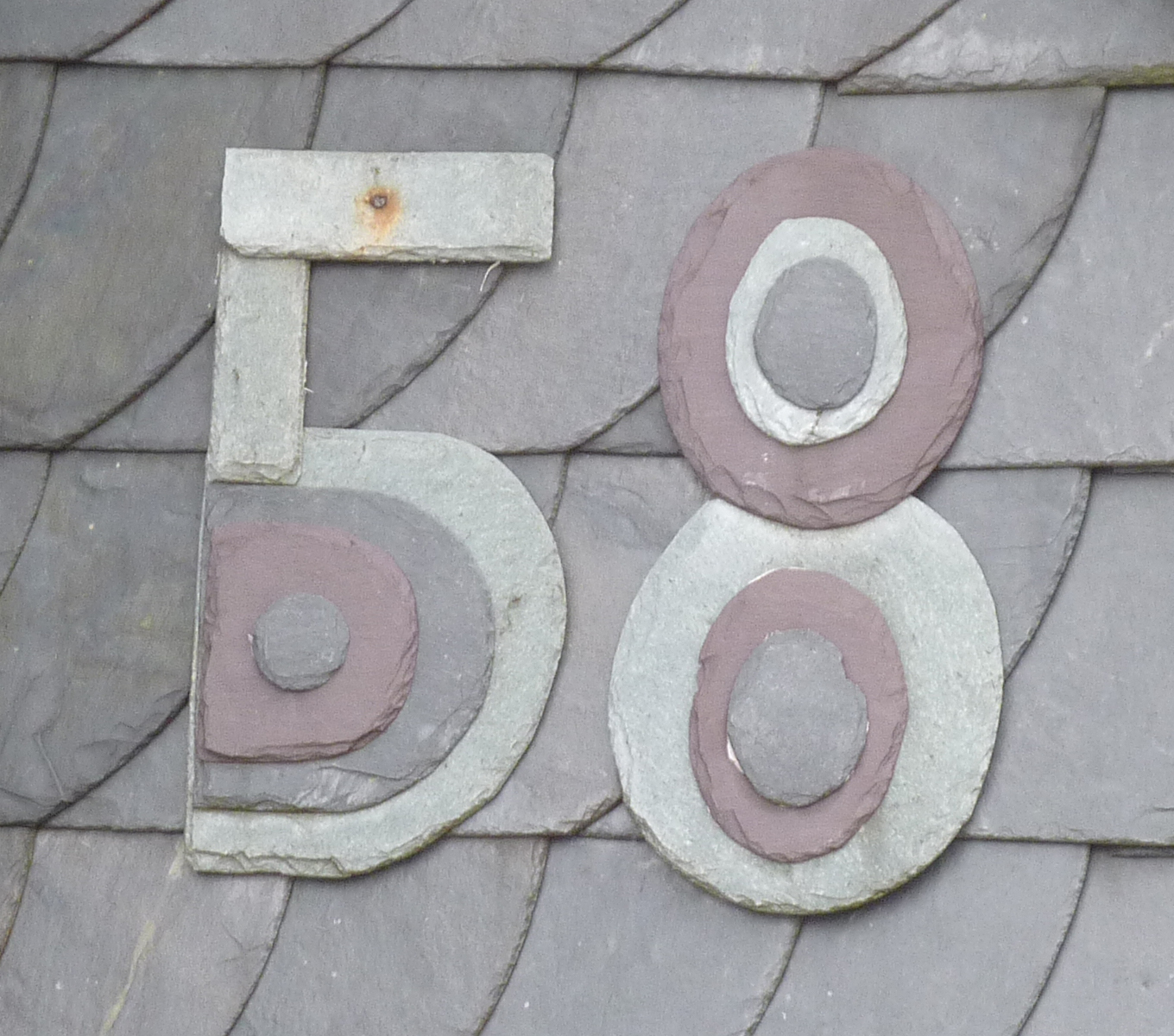
Hausnummer aus Schiefer
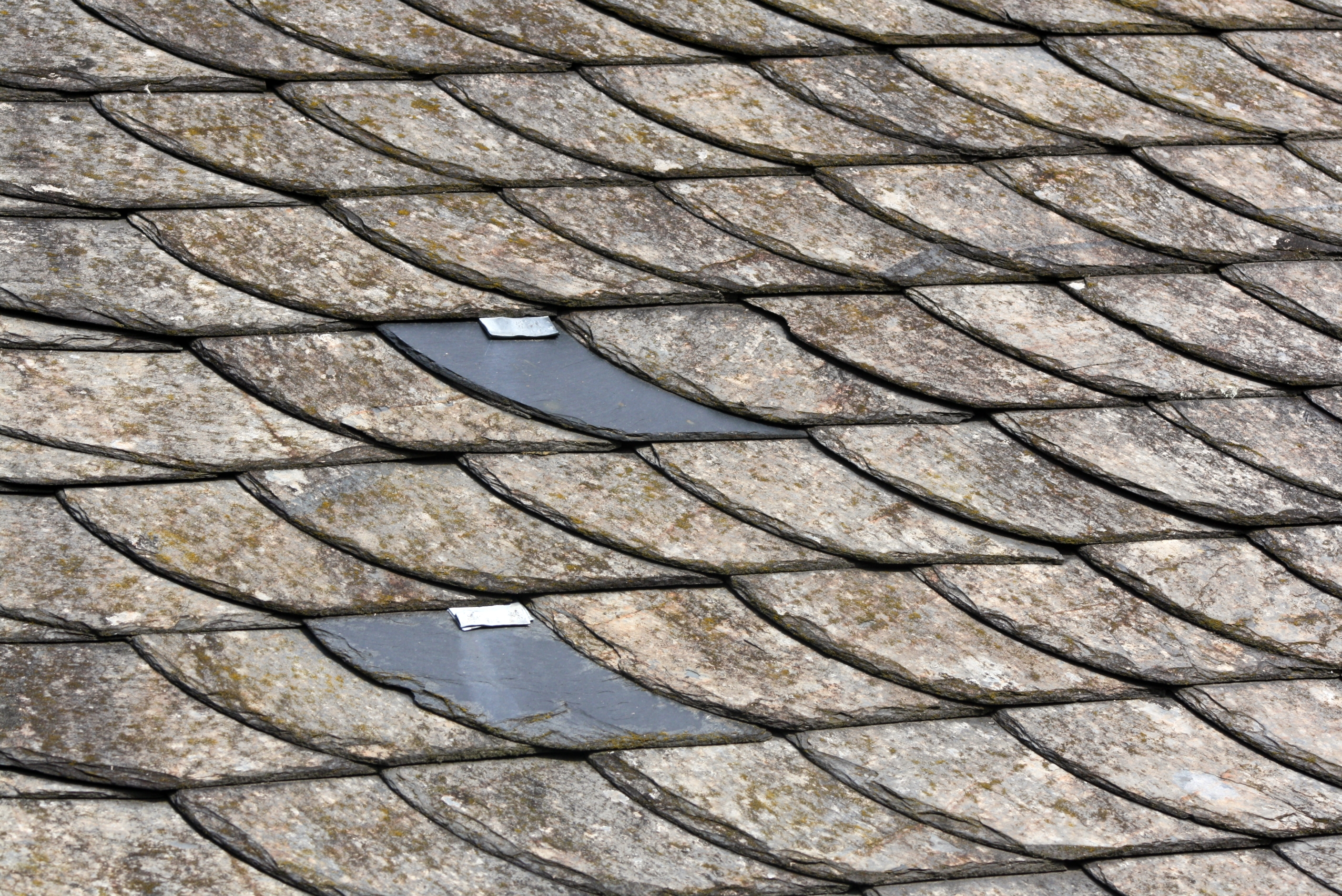
Brilon, Teilansicht eines Schieferdaches
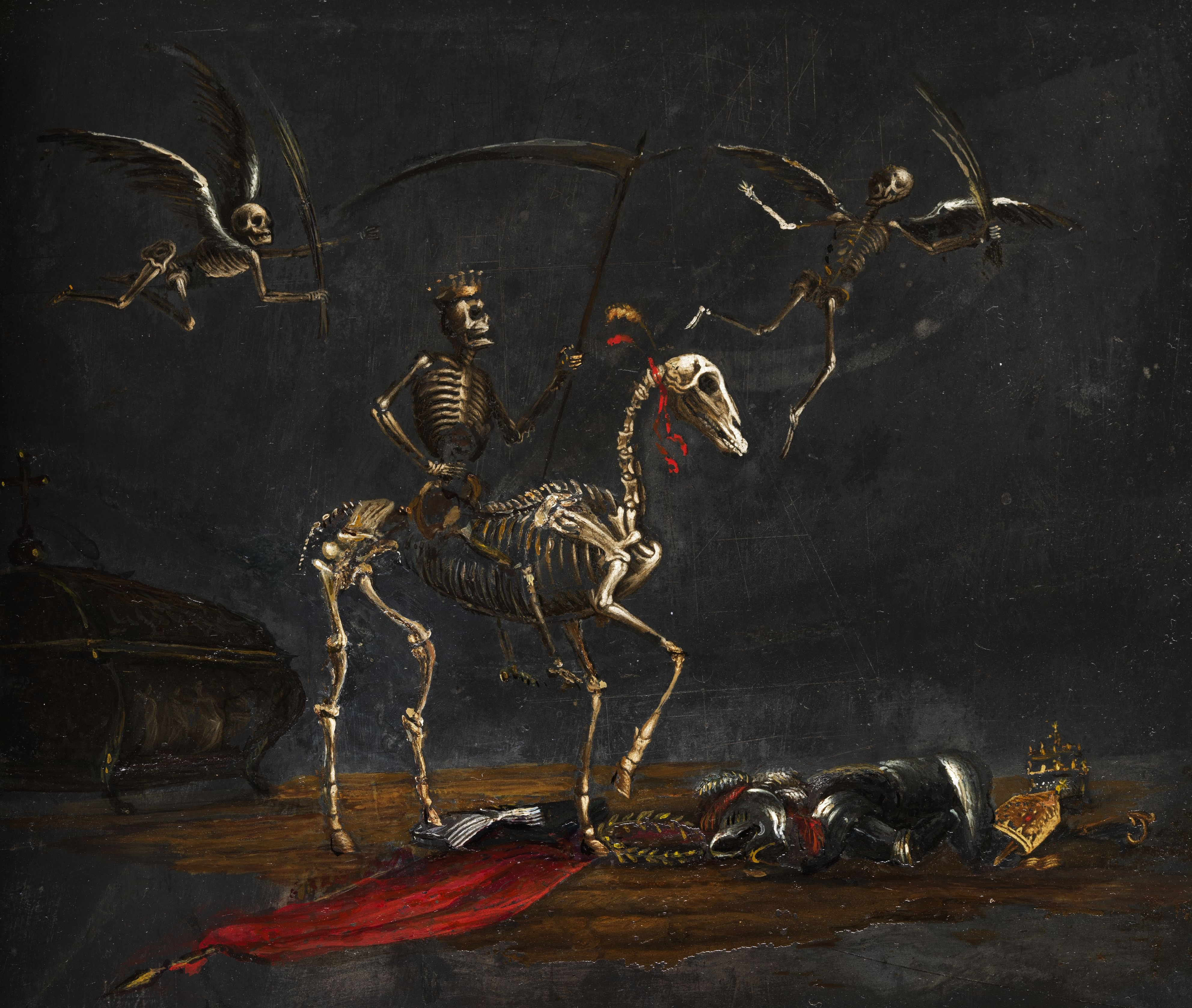
Leonaert Bramer: MORS THRIUMPHANS (Gemälde, Öl auf Schieferplatte)